# Bisdom Ruteng
Het bisdom Ruteng (Latijn: Dioecesis Rutengensis) is een rooms-katholiek bisdom met als zetel Ruteng, in Indonesië. Het bisdom is suffragaan aan het aartsbisdom Ende. 

## Geschiedenis
Het bisdom werd opgericht op 8 maart 1951, als het apostolisch vicariaat Ruteng, uit delen van het apostolisch vicariaat Isole della Piccola Sonda. Op 3 januari 1961 werd het verheven tot bisdom. Op 21 juni 2024 verloor het gebied bij de oprichting van het bisdom Labuan Bajo.

## Parochies
Het bisdom had in 2024 een oppervlakte van 3.995 km2 en telde 688.477 inwoners waarvan 93,7% rooms-katholiek was.

## Bisschoppen
- Wilhelm van Bekkum (apostolisch vicaris: 8 maart 1951, bisschop: 3 januari 1961 - 10 maart 1972)
- Vitalis Djebarus (17 maart 1973 - 4 september 1980)
- Eduardus Sangsun (3 december 1984 - 13 oktober 2008)
- Hubertus Leteng (7 november 2009 - 11 oktober 2017)
  - Silvester Tung Kiem San (apostolisch administrator: 11 oktober 2017 - 19 maart 2020)
- Siprianus Hormat (13 november 2019 - heden)

## Galerij van afbeeldingen

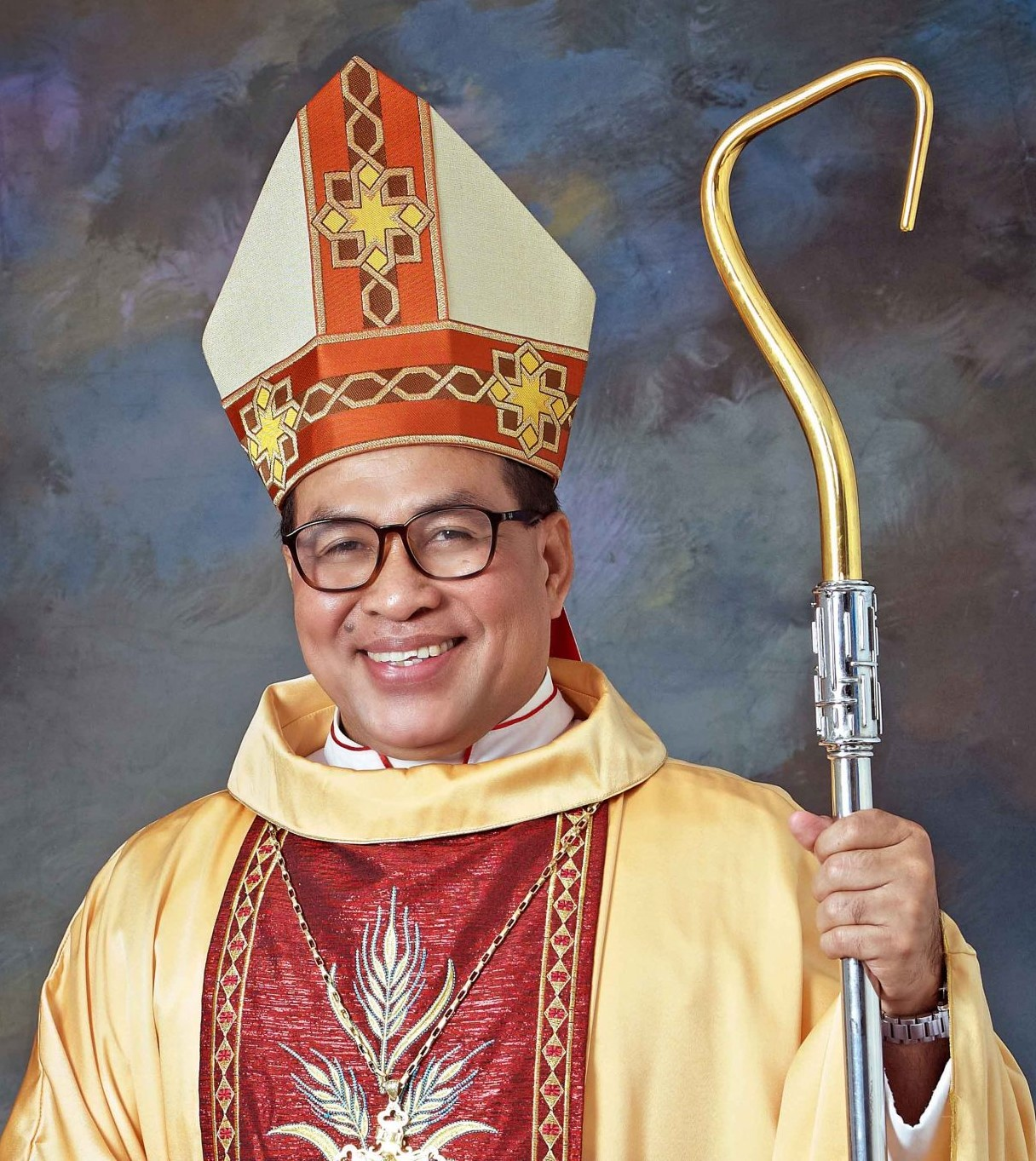
Bisschop Siprianus Hormat (2019-heden)
Kerkprovincie met aartsbisdom en suffragane bisdommen

Ende (aartsbisdom) · Denpasar · Labuan Bajo · Larantuka · Maumere · Ruteng